# Джувонен, Нэнси
Нэ́нси Джувонен (англ. Nancy Juvonen; 18 мая 1967, Марин, Калифорния, США) — американский кинопродюсер, сценарист.

## Биография
Нэнси Джувонен родилась 18 мая 1967 года в Марине (штат Калифорния, США) в семье финского происхождения, а выросла в Коннектикуте. У Нэнси есть брат — кинопродюсер Джим Джувонен.
После окончания колледжа в Университете Южной Калифорнии, Нэнси переехала в Сан-Франциско, где она помогла создать компанию[что?] для Кларенса Клемонса[значимость факта?].

## Карьера
В 1995 году Нэнси основала продюсерскую компанию «Flower Films» вместе с Дрю Бэрримор. Начиная с 1999 года Джувонен продюсирует, пишет сценарии в фильмах — на её счету 15 фильмов и телесериалов.

## Личная жизнь
С 22 декабря 2007 года Нэнси замужем за актёром Джимми Фэллоном, с которым она встречалась 7 месяцев до их свадьбы. У супругов есть две дочери, рождённые суррогатной матерью — Уинни Роуз Фэллон (род.23.07.2013) и Фрэнсис Коул Фэллон (род.03.12.2014).

## Избранная фильмография
продюсер
- 1999 — «Нецелованная»/Never Been Kissed
- 2000 — «Ангелы Чарли»/Charlie’s Angels
- 2001 — «Донни Дарко»/Donnie Darko
- 2003 — «Ангелы Чарли: Только вперёд»/Charlie’s Angels: Full Throttle
- 2003 — «Дюплекс»/Duplex
- 2004 — «50 первых поцелуев»/50 First Dates
- 2005 — «Бейсбольная лихорадка»/Fever Pitch
- 2007 — «С глаз — долой, из чарта — вон!»/Music and Lyrics
- 2009 — «Обещать — не значит жениться»/He’s Just Not That Into You
- 2009 — «Катись!»/Whip It
- 2009-2010 — «Трудности любви»/Tough Love
- 2011 — «Ангелы Чарли»/Charlie’s Angels

сценарист
- 2009-2012 — «Трудности любви»/Tough Love

актриса
| Год  |   | Русское название | Оригинальное название | Роль           |
| ---- | - | ---------------- | --------------------- | -------------- |
| 2001 | ф | Донни Дарко      | Donnie Darko          | бортпроводница |